# Südstadt (Kassel)
Die Südstadt ist einer von 23 Stadtteilen der nordhessischen Großstadt Kassel (Deutschland).

## Lage
Im Süden grenzt der Stadtteil entlang der Bahntrasse an Niederzwehren, im Westen an Wehlheiden und im Norden an Mitte. Östlich bildet die Fulda zwischen dem Rondell im Norden und der Eisenbahnbrücke südlich die Grenze zu den Stadtteilen Unterneustadt und Waldau. Einen Großteil des Stadtteils nimmt der Landschaftspark Karlsaue ein, der komplett in der Südstadt liegt.

## Ortsbild
In den Jahren der Industrialisierung blieb das Gebiet um die Frankfurter Straße von großflächigen Industrieansiedlungen weitgehend verschont, abgesehen von der Waggonfabrik der Gebrüder Credé und Berghöfer am Bahnhof Kassel-Niederzwehren. So entwickelte sich die südliche Vorstadt hauptsächlich zu einem reinen Wohnquartier. Entlang der Frankfurter Straße herrscht eine geschlossene Bebauung mit Wohn- und Geschäftshäusern vor. Des Weiteren gibt es Wohnsiedlungen mit Ein- und Mehrfamilienhäusern (zum Beispiel das Auefeld).
Die Südstadt teilt sich in mehrere Wohn- und Gewerbegebiete. Die bekanntesten Viertel sind
- der Philosophenweg, seit 1864 als älteste Straße der Südstadt bebaut und ab 1874 so genannt.
- das sogenannte „Beamtenviertel“ oder „Jugendstilviertel“ östlich der Frankfurter Straße, seit 1890 errichtet und
- die Wohn- und Geschäftsstraße Frankfurter Straße
- das Auefeld, seit 1956 gebaut
- das Behörden- und Gewerbezentrum Süd, mit der Wohn- und Gewerbestraße Heckerwiesenstraße, gehört zur Südstadt
  - Hessische/Niedersächsische Allgemeine,
  - Hotel La Strada,
  - TÜV Hessen und
  - Kommunales Gebietsrechenzentrum.

## Geschichte

### Erste Bebauung
1704 ließ Landgraf Karl ein gewaltiges Stadttor vor der Oberen Neustadt errichten.

„Unter dem Schutz des dreieinigen, allergütigsten und allmächtigen Gottes errichtete
der edle Landgraf Carl von Hessen dieses Festungstor und weihte es der Mit-
und Nachwelt im Jahre 1704 der christlichen Zeitrechnung.“

Landgraf Friedrich II ließ 1765 den steilen Weg den Weinberg hinunter ein wenig abtragen und durch eine Krümmung bequemer befahrbar machen. Unter Landgraf Wilhelm IX, dem späteren ersten Kurfürsten, wurde das Weinberger Tor abgerissen und verlegt, wesentlich verändert als nunmehr „Frankfurter Tor“, zur Friedrichstraße (1803).
Wieder wurde das Straßenniveau gesenkt. Es entstand ein tiefer, heute noch vorhandener Einschnitt. 1866 fielen die Mittelpfeiler des Frankfurter Tores und 1880 wurde es ganz abgerissen. Von nun an lagen die Häuser und die Grundstücke südlich und westlich davon vor dem Frankfurter Tor, so dass nach fortschreitender Bebauung der Frankfurter Straße das Viertel den Namen „Frankfurter-Tor-Viertel“ erhielt (um 1900).
Frankfurter-Tor-Viertel

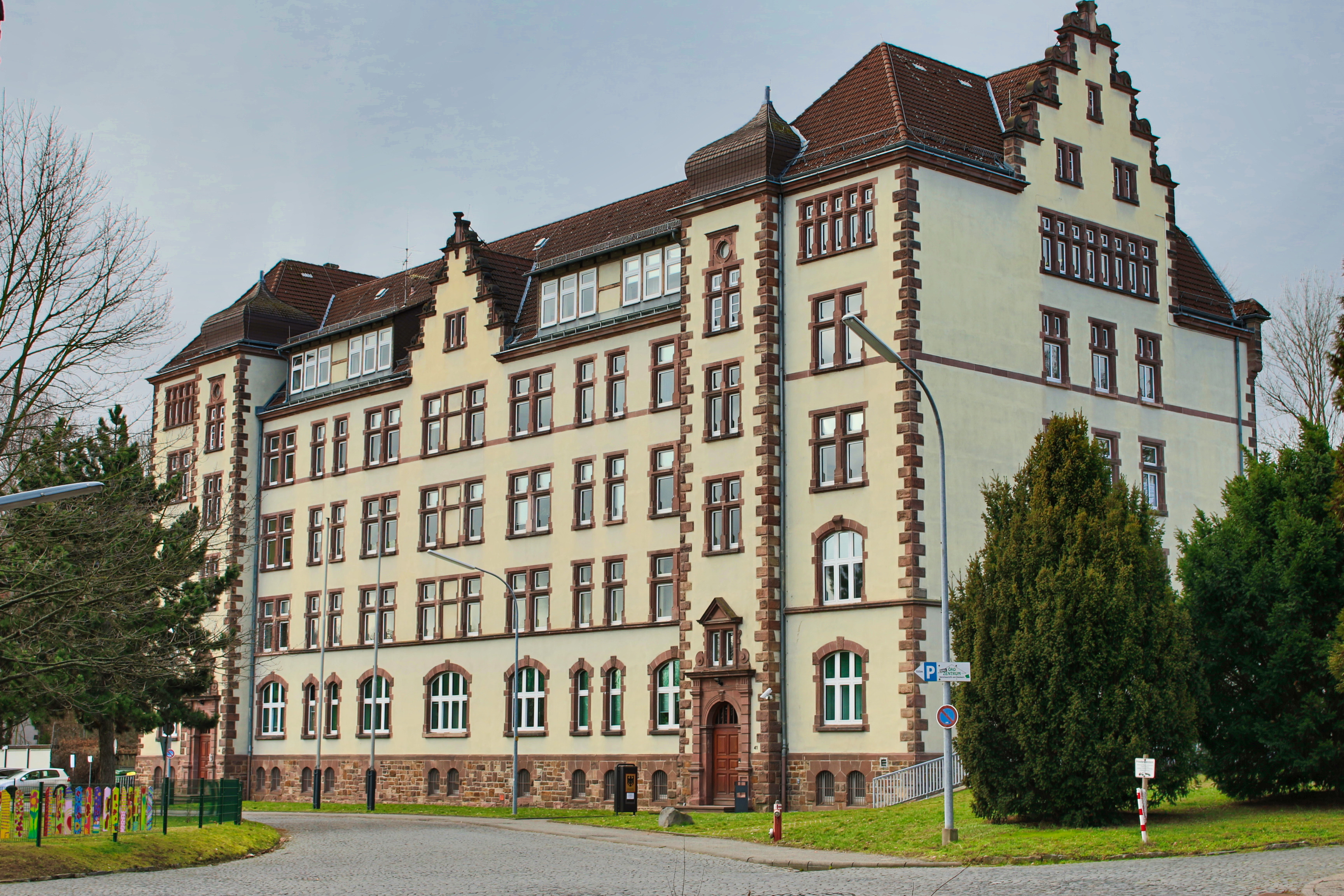
Historisches Gebäude der Jägerkaserne

Eng verbunden mit dem Bau der Kasernen beginnend mit dem Standortlazarett (1885) und der Husarenkaserne (1889) (nach deren Zerstörung war dieser Platz bis 2017 Standort des Versorgungsamtes), wurde im Jahr 1863 beginnend der Philosophenweg und von dort weitergehend ab 1889 bis zum Ersten Weltkrieg entlang der Frankfurter Straße Geschäftshäuser und mehrstöckige Mietwohnbauten für Handwerker und Gewerbetreibende gebaut. 1905 waren alle wichtigen Geschäfte und Dienstleistungsbetriebe vertreten und die Bebauung mit Wohn- und Geschäftshäusern bis zur Heinrich-Heine-Straße abgeschlossen. 1873 hatte die Frankfurter Chaussee, wie sie bis 1900 bezeichnet wurde, nur 32 Hausnummern und im Aueweg, der heutigen Heinrich-Heine-Straße, nur vier Adressen, während es im Philosophenweg 26 Hausnummern gab. 1900 wurde die Frankfurter Straße, die vom Friedrichsplatz zum Frankfurter Tor führte, mit der Frankfurter Landstraße zusammengeführt und als Frankfurter Straße bezeichnet. Um 1900 war das „Beamtenviertel“ bis zur Landaustraße, die einen Bogen um die „Herrschaftliche Meierei“ machen musste, schon erbaut und in den Häusern der ehemaligen Meierei in der Frankfurter Straße 73 bis 77 wohnte der königliche Förster Lampmann, anschließend in 75 Oberamtmann Bartel und Oberschweizer Hert, in 77 Gärtnerei Röse. Es war abzusehen, wann die ehemalige „Domaine Meierei“, wie sie auch genannt wurde, für eine weitere Bebauung Platz machen musste. Die Gaststätte „Krokodil“ in Nr. 71 gehört auch zu dieser ersten Bauphase. In den Jahren 1907 und 1913 (Jägerkaserne) kamen weitere Kasernen hinzu, womit die Südstadt eine große Dichte im militärischen Bereich aufwies. In dem über der Südstadt liegenden Weinberg wurden im 19. Jahrhundert beliebte Ausflugsgaststätten gebaut, die den Weinberg für die „Kühlung“ der Getränke nutzten. Zu Beginn des 20. Jahrhunderts verschwanden diese Gaststätten und auf deren Gelände baute die Familie Henschel mehrere Wohngebäude.
1908 eröffnete der Neubau der Kasseler Kunstakademie in der Menzelstraße.
Im Zweiten Weltkrieg wurden die meisten Gebäude des Stadtteils von Fliegerbomben beschädigt oder ganz zerstört. Am 4. April 1945 rollten die Truppen der US-Armee über die Frankfurter Straße in die vom Bombenkrieg verheerte „Festung Kassel“. Die Einwohnerzahl von 9033 (1939) hatte sich zum Kriegsende 3300 reduziert und sollte sich erst in den 1960ern wieder erholen. Es gab eine eigene „Südviertel-Kulturlandschaft“, die in zahlreichen Vereinen gelebt wurde, aber auch innerhalb der Gewerkschaftsbewegung und in den Parteien, die alle ihre Stammlokale hatten. Besonders hervorzuheben ist die Wohn- und Lebensgemeinschaft in den Häusern des Spar- und Bauvereins, die eine Hochburg für die soziale Bewegung nach dem Ersten Weltkrieg darstellten und wo es auch eine intakte und fortschrittliche Jugendbewegung gab, die auch die Mädchenarbeit innerhalb der Organisation der Sozialistischen Arbeiterjugend forcierten und es gab hier auch die erste Kleinkindervorschule des Fröbelseminars.
Nicht nur die Arbeiterschaft fühlte sich hier wohl und zu Hause, sondern auch die Beamten und Soldaten und die vielen selbständigen Kaufleute und Handwerksmeister, die hier eine sichere Existenz hatten. Die Weltwirtschaftskrise, der Nationalsozialismus und letztlich der Krieg vernichteten die Stadt und zerstörten auch die Identität des jungen Stadtteils „Frankfurter Tor Viertel“.
Der Wiederaufbau der Südstadt erfolgte in den 1950ern, wobei die Altbauten vielfach neuen Häusern weichen mussten. Durch die große Anzahl von Flüchtlingen, Aus- und Umsiedlern dringend benötigter Wohnraum für 700 Familien wurde mit dem Bau der Plansiedlung „Gartenstadt Auefeld“ geschaffen, deren Planung bereits in den Zwischenkriegsjahren begonnen worden war und 1955/66 vom Architekten Heinz Graaf realisiert wurde.
1961 lebten 12.838 Menschen in der Südstadt, 2008 nur 7038.
Der SPD-Ortsverein brachte den Antrag in den Ortsbeirat ein, der diesen Antrag befürwortete und den Stadtgremien weiterleitete, so dass die Umbenennung 2003 erfolgen konnte. Der Stadtteil wurde im 19. Jahrhundert Frankfurter Tor und nach 1945 als Kassel Süd bezeichnet.
Henschelvilla
Die Henschelvilla sollte eine Verbindung zur Bellevue haben und so sollte eine Eisenbrücke entstehen. 1873 entstand aber eine steinerne Brücke, sie hatte zunächst nur einen großen Bogen. Als Henschel dann eine neue große Villa baute, das "Haus Henschel" musste er als Bauauflage auch die Stützmauern (1903) errichten.
Ein zweiter Brückenbogen für den Passantengehweg entsteht 1926. Nach dem Ersten Weltkrieg zweigte man einen Geländestreifen der Aue ab und baute völlig getrennt vom Fahrverkehr, parallel zur Straße den Fußweg zum Weinberg hinaus, die im Volksmund „Beamtenlaufbahn“ genannt wurde, weil viele Beamte im Südviertel wohnten. Die Weinbergbrücke erhielt einen zweiten Bogen für den Passantenverkehr, 1926 war alles vollendet.

„"Grüne Brücke"
Am 14. Mai 1977 sprengte man dann die Brücke und errichtete eine
"Grüne Brücke", die am 17. November 1978 eingeweiht wurde.
Die alte Steinplatte erinnert heute immer noch an das ehemalige Tor Landgraf Karls vor der Oberen Neustadt.“

## Politik

### Ortsbeiratswahl
Die Wahlbeteiligung bei der Ortsbeiratswahl 2021 lag bei 49,7 %.
| Ortsbeiratswahl Südstadt 2021Wahlbeteiligung: 49,7 % 6050403020100 56,4 %25,5 %18,1 %n. k. %n. k. % GrüneSPDCDUFWFDPGewinne und Verlusteim Vergleich zu 2016 %p 25 20 15 10 5 0 −5−10+20,4 %p−9,4 %p−0,6 %p−7,3 %p−2,2 %pGrüneSPDCDUFWFDP |

### Wahlen im Stadtteil
| Jahr | Wahl                        | Wbt.  | Linke | Grüne | SPD  | CDU  | AfD  | BSW | FDP | FW  | Sonst. |
| ---- | --------------------------- | ----- | ----- | ----- | ---- | ---- | ---- | --- | --- | --- | ------ |
| 2025 | Bundestagswahl              | 83,2  | 23,8  | 20,8  | 19,9 | 13,1 | 9,5  | 5,5 | 3,1 | 0,6 | 3,8    |
| 2024 | Europawahl                  | 66,7  | 9,4   | 23,5  | 16,7 | 13,1 | 7,5  | 5,2 | 3,9 | 1,0 | 19,7   |
| 2023 | Landtagswahl                | 64,1  | 12,6  | 27,4  | 17,5 | 17,6 | 10,4 | —   | 3,6 | 2,1 | 11,5   |
| 2021 | Bundestagswahl              | 76,1  | 11,2  | 29,8  | 25,8 | 11,1 | 4,9  | —   | 8,1 | 1,1 | 9,1    |
| 2021 | Ortsbeirat                  | 49,7  | —     | 56,4  | 25,5 | 18,1 | —    | —   | —   | —   | —      |
| 2021 | Stadtverordnetenversammlung | 49,5  | 15,0  | 37,1  | 19,8 | 13,0 | 4,2  | —   | 4,1 | 2,8 | 4,11   |
| 2016 | Ortsbeirat                  | 45,9  | —     | 35,9  | 34,3 | 20,2 | —    | —   | 2,2 | 7,3 | —      |
| 2016 | Stadtverordnetenversammlung | 46,0  | 11,8  | 22,3  | 29,5 | 17,5 | 9,2  | —   | 3,6 | 3,6 | 2,51   |
| 2011 | Ortsbeirat                  | 43,4  | —     | 38,2  | 42,2 | 18,7 | —    | —   | —   | —   | —      |
| 2011 | Stadtverordnetenversammlung | 43,1  | 7,1   | 29,6  | 37,0 | 19,0 | —    | —   | 1,5 | 1,4 | 4,43   |
| 2006 | Ortsbeirat                  | 35,9  | —     | 26,8  | 47,5 | 25,7 | —    | —   | —   | —   | —      |
| 2001 | Ortsbeirat                  | k. A. | —     | 24,6  | 40,5 | 29,1 | —    | —   | —   | —   | —      |

Fußnoten
1 2021: zusätzlich: Bienen: 2,4 %; PARTEI: 1,7 %

2 2016: zusätzlich: Piraten: 2,5 %

3 2011: zusätzlich: Piraten: 3,1 %; AUF-Kassel: 1,4 %

## Bildungseinrichtungen

### Kindergärten
Die Südstadt verfügt über Kindertagesstätten in der Menzelstraße und in der Landaustraße. Des Weiteren gibt es Kindergärten in der Frankfurter Straße und am Kühne-Brückner-Platz, in der Trägerschaft der evangelischen Kirchengemeinde. Daneben gibt es weiterhin einen Montessoriekindergarten.

### Grundschulen

#### Auefeld-Schule
Schon der Bürger- und Bezirksverein Südend hat am 3. Oktober 1908 beklagt, dass der Schulstandort Philosophenweg nicht kinderfreundlich sei. Mehrere Herren übten Kritik und verwiesen darauf, dass das Grundstück Ecke Hegelstraße und Philosophenweg, sich nicht für den Bau einer Doppelschule eignen würde Da infolge der tiefen Lage des Grundstücks und die unmittelbare Nähe des Weinbergs und der wachsenden Bebauung in der Umgebung der Schule durch Wohnhäuser, den Kindern das nötige Licht und die Luft entzogen würde. Sie beschlossen diesen Umstand der Stadtbehörde nochmals mitzuteilen und darauf hinzuwirken, dass der Schulhausbau an einem höheren gelegenen Ort im Auefeld erfolgen solle. Fast 50 Jahre später ist diese Anregung in Erfüllung gegangen. Die Auefeldschule entsteht auf dem Kamm des Auefeldes.
Die Auefeldschule ist eine dreizügige Stadtschule im Grünen. Sie wurde 1956 erbaut, war zeitweilig eine Grund- und Hauptschule und ist seit den 70er Jahren wieder eine Grundschule mit einer Vorklasse und zur Zeit 272 Schülerinnen und Schüler (2003).

### Weiterführende Schulen

#### Friedrich-Wöhler-Schule
Das alte Schulhaus am Weinberg ist eines der wenigen Schulgebäude in der Kasseler Innenstadt, das den Feuersturm des letzten Krieges einigermaßen unbeschadet überstanden hat. Am 1. April 1912 wurde der große Gebäudekomplex von der Bürgerschule 29 (Jungenschule) Philosophenweg und Bürgerschule 30 (Mädchenschule Tischbeinstraße) bezogen.
Der gemeinsame Unterricht von Jungen und Mädchen begann am 1. Mai 1946 im Gebäudeteil Tischbeinstraße, da der andere Gebäudeteil noch arge Kriegsschäden aufwies. Am 1. April 1960 bezog die Realschule „Friedrich-Wöhler-Schule“ das Haus an der Tischbeinstraße. Die Schule am Philosophenweg wurde Grund- und Hauptschule mit dem Namen „Landgraf-Karl-Schule“. Neun Jahre später wurden die Schulen zu einer Grund-, Haupt- und Realschule zusammengelegt, die den Namen der Realschule übernahm.

### Sonstige Schulen
1950 wurde die Wilhelm-Lückert-Schule nach Plänen des Architekten Walter Grüning errichtet. Nach der erfolgten Sanierung im Jahr 1998 übernahm die August-Fricke-Schule für praktisch Bildbare (vormals am Luisenplatz) das Areal in der Adolfstraße von der Wilhelm-Lückert-Schule.

### Kunsthochschule
Am 18. Oktober 1777 wurde in Kassel eine Kunstakademie unter der Leitung des jungen Simon du Ry von dem damaligen Landgrafen Friedrich II. gegründet. Friedrich II. förderte nicht nur die Gründung und Weiterentwicklung der Akademie, die aus einer Maler- und Bildhauerabteilung bestand und bis zu diesem Zeitpunkt mit dem Collegium Carolinum vereint war. Bewährte Künstler sorgten für die inhaltliche Ausgestaltung der Akademie. So gehörte der Bildhauer Johann August Nahl, der Maler Johann Heinrich Tischbein und der Architekt und Leiter der Akademie Simon Louis du Ry zu den Künstlern der ersten Stunde. Die Kunstakademie war bis 1808 im Haus Bellevue Nr. 3 und ab 1877 im Bellevueschlößchen untergebracht. 1908 wurde das neue Gebäude in der Menzelstraße bezogen. Hier standen fünf Pavillons und das große Hauptgebäude zur Verfügung.
Heute ist die Kunstakademie ein Teil der Universität Kassel, als Hochschule für bildende Kunst.

## Verkehr
Die Frankfurter Straße wurde ständig verbreitert und den Bedürfnissen angepasst. Auch die Straßenbahn brauchte Platz, sie fuhr ab 1900 in die Frankfurter Straße, zuerst bis zur Tischbeinstraße als Pferdebetrieb, später mit der „Elektrischen“.
Die Gleisverlegungsarbeiten gehörten zum Stadtbild in jenen Tagen auch zwischen Kassel und Niederzwehren. 1911 wurde die "Grüne Linie" (damals waren die Linien zuerst farblich gekennzeichnet, bevor sie nummeriert wurden) zwischen Rothenditmold–Königsplatz und Frankfurter Straße, dann wurde die Linie 8 zwischen Bahnhof Cassel–Königsplatz und Frankfurter Straße in Betrieb genommen.
1913 erfolgte die Verlängerung nach Niederzwehren. Die Verbindungen wurden stetig ausgebaut.
Nach der Linie 7 und 8 wurde noch eine Linie 9 eingesetzt, um die Verkehrsverbindung in alle Kasseler Stadtteile zu gewährleisten.
1929 wurde auch eine Omnibuslinie über die Frankfurter Straße nach Rengershausen eingesetzt.
Nach dem Zweiten Weltkrieg wurde die Anbindung an die Autobahn, Bau der Südtangente und weitere Ausbaumaßnahmen an der Frankfurter Straße durchgeführt. Die Damschkebrücke wurde erst 1963 fertiggestellt und so konnte man schneller die östlichen Stadtteile und die Bundesstraße nach Melsungen erreichen. Heute ist sie eine schnelle Verbindung zu den Messehallen und zum Freizeitgelände Bugaaue.
Die Südstadt ist durch mehrere Hauptverkehrsstraßen (Frankfurter Straße, Tischbeinstraße, Ludwig-Mond-Straße/Schönfelder Straße) sehr gut erschlossen. Im nördlichen Teil der Südstadt sind über die Heinrich-Heine-Straße die Erschließungsstraßen in die Auefeldsiedlung, das Malerviertel und die Belgische Siedlung zu erreichen. Die Frankfurter Straße und die Ludwig-Mond-Straße haben einen Autobahnzubringer zur Anschlussstelle Kassel-Auestadion der A49.
Es gibt im Stadtteil mehreren Haltestellen des öffentlichen Personennahverkehrs für Straßenbahn, Bus und RegioTram. Die Haltestelle Auestadion ist ein wichtiger Umsteigepunkt zwischen den einzelnen Linien.

## Sport und Freizeit

### Sehenswürdigkeiten
Die wichtigste Sehenswürdigkeit ist die Karlsaue mit der Orangerie und der Insel Siebenbergen. Außerdem befinden sich zwei Documentakunstwerke im Stadtteil: Der von der Künstlergruppe Haus-Rucker-Co zur documenta 6 entworfene Rahmenbau zwischen Documenta-Halle und Gustav-Mahler-Treppe sowie die „Spitzhacke“ von Claes Oldenburg (documenta 7) auf der Regattawiese an der Fulda.

### Sportstätten
Rund um das Auestadion (Spielstätte des KSV Hessen Kassel) und der Eissporthalle Kassel (Spielstätte der Kassel Huskies) befinden sich einige Sportstätten. Benachbart befindet sich die Großsporthalle Auepark, die unter anderem von der Universität Kassel genutzt wird. Auch finden hier Spiele und Turniere ballsporttreibender Vereine statt. Zudem gibt es Felder für Baseball/Softball und Hockey, mehrere Tennisplätze und ein Kegelzentrum. Neben dem Auestadion an der Menzelstraße steht die Tennishalle und die Anlage vom Kasseler Tennis-Club 1931 e. V., der 1931 seine Tennisplätze an der Hofbleiche hatte und sich nach dem Krieg an der Menzelstraße etablieren konnte.
Am Auedamm befindet sich das Auebad, ein städtisches Freibad.
In der Damaschkestraße hat der Kegel- und Tanzsport (Tanzklub Rot-Weiß Kassel) seine Sportanlage.
Entlang der Fulda haben sich viele wassersporttreibende Vereine mit ihren Bootshäusern angesiedelt.
Die Hessenkampfbahn für die Leichtathletik liegt neben der Orangerie.
Die Giesewiesen wurden Mittelpunkt des Nationalen Kasseler Reit- und Springturniers, das regelmäßig bis 1973 hier stattfand. Am 11. Mai 1969 ritten die Sieger des 8. Nationalen Reit- und Springturniers auf den Giesewiesen ihre Ehrenrunde. Das war gleichzeitig das letzte große nationale Reit- und Springturnier in Kassel.

### Vereine
Seit Ende der 1880er Jahre wurde in der Frankfurter Straße Fußball gespielt.
So auch an der Hofbleiche und in der Aue etwa hinter dem heutigen Auestadion und in seiner langen Sportgeschichte viele Höhepunkte aufzuweisen hat. Die jungen Engländer, die in der Pension von Professor Klaunig an der Hofbleiche untergebracht waren, spielten dort Fußball und brachten den Fußballsport so nach Kassel. Es entstand in den 1890er Jahren der Sportplatz Cassel. Zuerst waren dort die Radrennfahrer, der Casseler Radfahr-Renn-Verein, zu Hause, der eine Radfahrerrennbahn errichtete und im Sommer 2–3 große Veranstaltungen durchführte. 1889 fand die Veranstaltung während der Ausstellung "Jagd, Sport und Fischerei", statt. Mitte der 90er Jahre spielte auch der erste Casseler Fußballclub an der Radfahr-Rennbahn. So hat der Sport in der Frankfurter Straße eine lange und abwechslungsreiche Geschichte. Seit der Anfangszeit hat er nicht nur Radrennen und später Pferderennen gesehen, sondern auch Zirkusveranstaltungen und andere Großereignisse. Das erste Rugby-Spiel erlebten die Casseler anlässlich des Deutschen Fußballtages 1900 allerdings auf der Karlswiese. 1919 erfolgte der Zusammenschluss dem Casseler Fußballverein und dem Verein für Körperkultur zum SV Kurhessen. 1924 spaltete sich der Vfl Hessen-Preußen vom SV Kurhessen ab. Beide Vereine konnten in der Folgezeit große Erfolge erzielen.
Der KSV Hessen Kassel
Schon wenige Monate nach Kriegsende suchten Fußballer, Boxer, Handballer, Leichtathleten und Turner den Neubeginn.
Am 17. November 1945 wurde die Sportgruppe Süd gegründet, nachdem die amerikanische Besatzungsmacht in den vier Stadtteilen jeweils nur eine Sportgemeinschaft zuließen. Erst nach Lockerung der Bestimmungen wurde der Name in "Verein für Leibesübungen Hessen Kassel" gegründet. Diese neue Spielgemeinschaft wurde getragen von den Mitgliedern der alten ehemaligen Vereine CT Hessen-Preußen, SV Kurhessen 1893 e. V., Wassersportvereinigung, Wintersportverein und Tennisclub Wilhelmshöhe.
Am 23. November 1947 erfolgte der Zusammenschluss mit dem Kasseler Sportverein Hessen aus Wehlheiden, der ehemaligen "TURA", Turn- und Rasensportvereinigung 1868.
1947/48 wurde man Zweiter der Fußball-Landesliga. 1948/49 Meister der Landesliga, man hatte jedoch kein Aufstiegsglück. 1953 gelang der Aufstieg in die Oberliga. Nach der Währungsreform wurde das zerbombte Heim Am Auedamm 17 wieder hergestellt und schließlich wurde am 5. Dezember 1953 das neue KSV-Klubhaus an der Damaschkestraße fertiggestellt. 1989 gelang dem KSV Hessen Kassel die hessische Meisterschaft zu erkämpfen und stieg nach erfolgreicher Qualifikation in die Zweite Bundesliga auf. 1990 folgte der Abstieg, 1991 scheiterte der Wiederaufstieg. Am 14. Juni 1993 wurde das Konkursverfahren beantragt. Am 21. Juli 1993 wurde der Verein als FC Hessen Kassel und 1998 aufgelöst. Unter dem Namen KSV Hessen Kassel wurde 1998 ein Nachfolgeverein gegründet.
Das war der Anfang des <?>.

### Freizeit
Karlsaue und Park Schönfeld dienen im Ortsteil der Naherholung. Daneben gibt es mehrere Kleingartensiedlungen. Für Besucher Kassels liegt verkehrsgünstig im Süden des Stadtteils ein Campingplatz und ein Abstellplatz für Wohnmobile.
Kleine Fulda
Entlang der Drusel (Kleine Fulda) führte bergseitig eine vielfach bepflanzte Baumallee unmittelbar zur Menagerie und endete vor einem Rundplatz an den die Affenhäuser aufgestellt waren (deshalb Affenallee). 1764 erfolgte eine Erweiterung als Zoo mit einem Elefanten, Tiger und u. a. Löwen, 1781 geschlossen, 1785 wurden die Tiere verkauft.
Die Drusel versorgt seit dem 14. Jahrhundert die Stadt Kassel mit Wasser. 1892 wurde der Druselgraben in Teilen verrohrt. Er verlief zwischen der Friedrich-Ebert- und Goethestraße zum Königstor, dort zweigte er nach Süden ab, trieb im Königstor 28 eine Mühle an und verzweigte sich am Ende der Pfannkuchstraße, wo ebenfalls eine Mühle stand, mit der eigentlichen Drusel, während ein zweiter Arm über die Jordanstraße und Wolfsschlucht zur Altstadt geleitet wurde.
Die weitgehend verrohrte Drusel (außer ein Stück in der Gräfestraße) wendete sich in Höhe der Pestalozzistraße nach Süden und folgte dann den Fuß des Weinbergs in der Flucht Gräfestraße zum Philosophenweg nach Osten. Da die Drusel früher direkt in einen Arm der Fulda floss (Hofbleiche) und die Karlsaue eine Insel war, wurde der Arm „Kleine Fulda“ genannt, die bis zur Orangerie schiffbar war, bis zum Bau der Oberen Neustadt 1688.
Der Auegarten mit seinen vier Pförtnerhäusern
1730 und 1766 wurden vier eingeschossige kleine Pförtnerhäuer mit Walmdach und Giebelgaube errichtet. Hier wohnen als Parkwächter altgediente und bewährte Unteroffiziere. Als Teil der Karlsaue sind sie heute Kulturdenkmäler.

## Wirtschaft

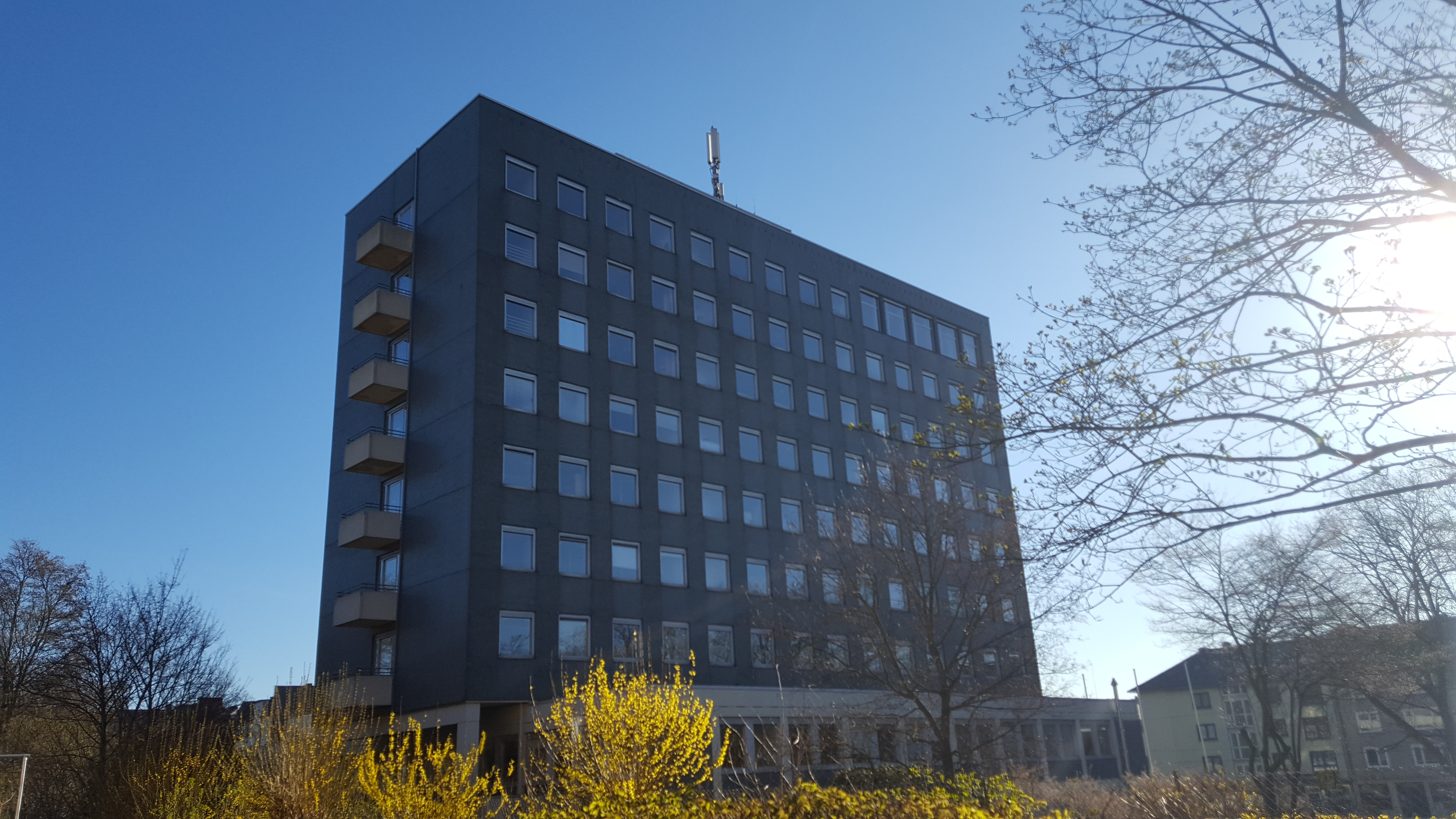
Das ehemalige Versorgungsamt Kassel, das mit 33 Metern das höchste Hochhaus der Südstadt und eines der höchsten in Kassel ist.

Über 7000 Arbeitsplätze bietet die Südstadt am Behörden- und Gewerbestandort Knorr- und Raiffeisenstraße, HNA am Park Schönfeld und in der Frankfurter Straße im „Versorgungsamt“ und der Landwirtschaftlichen Berufsgenossenschaft Gartenbau, sowie in vielen Kleinst- und mittelständischen Unternehmen.

### Gewerbestandort Südstadt
Nach dem Zweiten Weltkrieg entstand das Gewerbe- und Behördenzentrum Süd, wo sich am Ende der Knorrstraße das Kommunale Gebietsrechenzentrum sich erhebt, daneben das staatliche Amt für Arbeitsschutz und Sicherheitstechnik und die Baustoff+Boden-Prüfstelle Kassel, das Technische Überwachungsamt Hessen, Druckerei „Foto-Litho Jäger“ und die Bundesanstalt Technisches Hilfswerk, Ortsverband Kassel.
Entlang der Frankfurter Straße etablierte sich das Versorgungsamt, Landwirtschaftliche Sozialversicherung, die HNA mit der Druckerei Dierichs und die Firma Aukam und Berghöfer.